# میرانوواچکا کولا
میرانوواچکا کولا (به صربی: Miranovačka Kula) یک منطقهٔ مسکونی در صربستان است که در بلا پالانکا واقع شده‌است. میرانوواچکا کولا ۱۷ نفر جمعیت دارد.